# Котелков, Пётр Васильевич
Пётр Васильевич Котелков (27 сентября 1899 года, Ростов-на-Дону — 13 ноября 1957 года, Киев) — советский военный деятель, Генерал-майор (1940 год).

## Начальная биография
Пётр Васильевич Котелков родился 27 сентября 1899 года в Ростове-на-Дону.

## Военная служба

### Гражданская война
В феврале 1918 года был призван в ряды РККА, после чего был направлен в 1-й Поволжский кавалерийский полк в Сызрани, Вольске, Самаре, где служил красноармейцем и командиром взвода. Принимал участие в боевых действиях на Восточном фронте против войск под командованием адмирала А. В. Колчака. В октябре того же года попал в плен, после чего находился под стражей в Сызрани и Самаре.
После освобождения с октября 1919 года служил бойцом в составе Северо-Восточной группы повстанцев Иркутского района, а затем был направлен на учёбу на 15-е Елизаветградские кавалерийские Курсы усовершенствования начальствующего состава, после окончания которых в сентябре 1920 года был назначен на должность младшего командира в составе 1-го запасного полка (7-я армия), дислоцированного в Ростове-на-Дону.

### Межвоенное время
В апреле 1921 года Котелков был направлен на учёбу в 5-ю Киевскую кавалерийскую школу, после окончания которой был направлен в Киевскую объединённую военную школу, где служил младшим командиром и временно исполняющим должность командира взвода кавалерийского эскадрона, а в августе 1923 года — был назначен на должность командира взвода Украинской кавалерийской школы имени С. М. Буденного.
В октябре 1923 года Котелков был направлен на учёбу в Борисоглебскую кавалерийскую школу, дислоцированную в Петрограде. После окончания школы Котелков в октябре 1925 года был направлен в 16-й кавалерийский полк (3-я кавалерийская дивизия, Украинский военный округ), дислоцированный в Бердичеве, где служил на должностях командира кавалерийского взвода, взвода полковой школы и исполняющего должность начальника полковой школы. В 1929 году был назначен на должность инструктора 2-го разряда Киевской объединённой военной школы, но в январе 1931 года вернулся в 3-ю кавалерийскую дивизию, где служил на должностях помощника начальника штаба 16-го кавалерийского полка и начальник 1-го отделения штаба дивизии.
В октябре 1933 года был направлен на учёбу на разведывательные курсы при 4-м Управлении Штаба РККА, после окончания которых в мае 1934 года был назначен на должность начальника 2-го отделения штаба 2-го кавалерийского корпуса (Украинский военный округ), дислоцированный в Шепетовке, а в октябре 1939 года — на должность начальника штаба этого же корпуса. При введении воинских званий в 1935 году Котелкову было присвоено звание капитан, а уже 4 ноября 1939 года — комбриг. При введении генеральских званий 4 июня 1940 года ему присвоено воинское звание генерал-майор.
В октябре 1940 года был направлен на учёбу в Академию Генштаба РККА.

### Великая Отечественная война
В июле 1941 года Котелков был назначен на должность офицера для особых поручений при Главнокомандующем войсками Западного стратегического направления, в ноябре того же года — на должность начальника штаба Харьковского военного округа, затем — на должность начальника штаба Сталинградского военного округа, в октябре 1942 года — на должность заместителя командующего 28-й армией, а в ноябре 1943 года — на должность командира 106-го стрелкового корпуса, который с января 1944 года принимал участие в боевых действиях в ходе Корсунь-Шевченковской, Ровно-Луцкой и Проскуровско-Черновицкой наступательных операций, а также в освобождении городов Новоград-Волынский, Белая Церковь, Бердичев, Шепетовка и Проскуров.
В мае 1944 года был назначен на должность командира 52-го стрелкового корпуса, но в ходе Львовско-Сандомирской наступательной операции Котелков допустил ряд ошибок в руководстве боевыми действиями корпуса, за что в августе был отстранён от занимаемой должности, после чего был назначен на должность командира 268-й стрелковой дивизии, которая принимала участие в ходе Рижской наступательной операции, а также в боевых действиях по освобождению Риги и блокады группировки противника на Курляндском полуострове.
В январе 1945 года Котелков был назначен на должность заместителя командира 119-го стрелкового корпуса, но за просчёты, допущенные в руководстве частями корпуса, снова был отстранён от должности и в мае назначен на должность заместителя командира 123-го стрелкового корпуса (Приволжский военный округ).

### Послевоенная карьера
После окончания войны Котелков находился на прежней должности.
В феврале 1946 года был назначен на должность начальник штаба 123-го стрелкового корпуса, но с июля находился в распоряжении Военного
совета Приволжского военного округа, а с сентября — в распоряжении Управления кадров Сухопутных войск.
Генерал-майор Пётр Васильевич Котелков в октябре 1946 года был уволен в запас. Умер 13 ноября 1957 года в Киеве.

## Награды
- Орден Ленина (21.02.1945)
- Два ордена Красного Знамени (1.04.1943, 3.11.1943);
- Орден Кутузова 2-й степени (17.09.1943);
- Орден Красной Звезды;
- Медали.